# مارسل تیناتزی
مارسل تیناتزی (فرانسوی: Marcel Tinazzi‎؛ زادهٔ ۲۳ نوامبر ۱۹۵۳) دوچرخه‌سوار اهل فرانسه است.
از باشگاه‌هایی که در آن رکاب زده‌است می‌توان به تیم دوچرخه‌سواری فلاندریا و تیم دوچرخه‌سواری پژو اشاره کرد.